# Manta (U-Boot)
Das Kleinst-U-Boot Manta war ein Projekt der deutschen Kriegsmarine gegen Ende des Zweiten Weltkrieges. Die ersten Konzepte des Manta entstanden im Frühjahr 1945 in Zusammenarbeit mit dem Versuchskommando 456 sowie den Walther-Werken in Kiel. Ziel war es, ein Gerät zu konzipieren, das eine Kombination zwischen einem Kleinst-U-Boot (für den Angriff) und einem Amphibienfahrzeug (für den An- und Rückmarsch) darstellen sollte. Hierfür sollte es vier Flugzeugräder erhalten, die es dem Manta erlaubt hätten, ohne Hafeneinrichtung jeden erdenkbaren Seezugang nutzen zu können.

## Konzeptideen
Der Manta wurde als U-förmiges Gerät entworfen, wobei für das obere starre Mittelteil bereits entworfene Komponenten, insbesondere der Druckkörper, vom Projekt Schwertwal genutzt werden sollten. Der Druckkörper diente dabei als Kommandozentrale der beiden Besatzungsmitglieder. Seine beiden Seitenteile sollten dagegen vom Seeteufel stammen. Dies hätte zur Folge gehabt, dass die Kriegsmarine keine Zeit in der Erprobung neuer Teile verloren hätte. In den beiden Seitenteilen sollten die Antriebsaggregate untergebracht werden. Zusätzliche Seitenstabilisierung des Manta wollte man mit Seitenkielen erreichen, die mit einer Flugzeug-Kurssteuerungsanlage mit Stabilisierungsflossen ausgerüstet waren. Die Bewaffnung des Kleinst-U-Bootes sollte aus vier nach vorn oder achtern auslaufenden Torpedos bestehen. Daneben verfügte er über acht U-Boot-Jagdtorpedos sowie alternativ über 8 bis 12 Seeminen bzw. stattdessen vier selbstzielsuchende Flugkörper (Raketen).
Mit den Antriebsaggregaten waren theoretisch folgende Geschwindigkeiten und Fahrbereiche möglich:
- Überwassergleitfahrt
  - Marschgeschwindigkeit 20 kn / 30 h / 600 sm
  - Höchstgeschwindigkeit 50 kn / 4 h / 200 sm

- Unterwasserfahrt
  - Marschgeschwindigkeit 10 kn / 50 h / 500 sm
  - Höchstgeschwindigkeit 30 kn / 4 h / 120 sm

- Manöverfahrt
  - mit zwei Elektromotoren 8 kn / 10 h / 80 sm

Maximal konnte der Manta demnach bei Marschgeschwindigkeit und unter Nutzung aller Ressourcen 1180 sm weit fahren, bei Höchstfahrt reduzierte sich diese auf 320 sm. Sein Leergewicht lag bei 15 t, das Einsatzgewicht sogar bei 50 t.
Bis zur bedingungslosen Kapitulation der Wehrmacht erreichte der Manta nur Planungsstadium. In der Literatur gibt es die Meinung, dass bei Kriegsende alle Konstruktionsunterlagen vernichtet worden seien, um sie nicht in Feindeshand fallen zu lassen.
Dem steht entgegen, dass die neu aufgestellte Bundesmarine in verschiedenen Planungsszenarien und -sitzungen erwog, den Manta neben dem von Boeing geplanten Seepferd zu bauen und einzusetzen. Die in der Diskussion befindlichen 20–30 Mantas sollten in Spannungszeiten vor den deutschen Minensperren eingesetzt werden. Sie sollten sich dort in Gruppen am Meeresgrund einspülen, um ihre Ortbarkeit herabzusetzen. Mit je acht drahtgelenkten Torpedos sollten sie Ziele bis zur Größe eines Zerstörers, vor allem jedoch Minenräumboote bekämpfen. Es war vorgesehen, an den Zielpositionen Strom- und Telefonkabel für die Verbindung an Land und unter den Mantas zu verlegen. Zudem wurde eine Studie durchgeführt, die sich intensiv mit den Kleinkampfmitteln Seehund, Seepferd und Manta befasst, einschließlich Einsatztaktiken, bekannter und zu entwickelnder Waffensysteme. Die Studie empfahl die Indienststellung einer Einheit mit 300 Kampfschwimmern, 66 Mantas, 86 Seehunden und 132 Seepferden. Wären alle Planungsunterlagen bei Kriegsende vernichtet worden, wären diese nicht in den Studien von 1958 und 1961 beschrieben worden.
Im Zusammenhang mit diesen Überlegungen zu Klein- und Kleinst-Ubooten steht die spätere Entwicklung der U-Boot-Klasse 202. Schließlich entschied sich die junge Bundesmarine jedoch für die ausschließliche Fokussierung auf das „350t-Boot“, das in Form der Klasse 201 und (in vergrößerter Form) der Klasse 205 realisiert wurde.